# آلیس (داکوتای شمالی)
آلیس(به انگلیسی: Alice) شهری در ایالت داکوتای شمالی کشور ایالات متحده آمریکا است که جمعیت آن در سرشماری سال ۲۰۱۰ میلادی، ۴۰ نفر بوده‌است.